# Pronephrium stenopodum
Pronephrium stenopodum là một loài dương xỉ trong họ Thelypteridaceae. Loài này được P. Chandra mô tả khoa học đầu tiên năm 1971.
Danh pháp khoa học của loài này chưa được làm sáng tỏ. 